# 霍普 (愛達荷州)
霍普（英語：Hope）是一個位於美國愛達荷州邦納縣的城市。

## 地理
霍普的座標為48°14′55″N 116°18′33″W / 48.24861°N 116.30917°W，而該地的平均海拔高度為668米（即2192英尺）。

## 人口
根據2020年美國人口普查的數據，霍普的面積為1.22平方千米，當中陸地面積為1.19平方千米，而水域面積為0.03平方千米。當地共有人口98人，而人口密度為每平方千米80.3人。